# Saltos ornamentais nos Jogos Pan-Americanos de 2023 - Trampolim de 3 m sincronizado feminino
A competição do trampolim de 3 m sincronizado feminino dos saltos ornamentais nos Jogos Pan-Americanos de 2023 foi disputada em 25 de outubro de 2023 no Centro Aquático, localizado no cluster do Estádio Nacional. Um total de 14 saltadoras de 7 Comitês Olímpicos Nacionais (CON) participaram do evento.

## Calendário
Horário local (UTC−3).
| Data          | Hora  | Fase  |
| ------------- | ----- | ----- |
| 25 de outubro | 19:00 | Final |

## Medalhistas
| Ouro   | MEX Arantxa Chávez e Paola Pineda     |
| Prata  | CAN Mia Vallée e Pamela Ware          |
| Bronze | USA Hailey Hernandez e Jordan Skilken |

## Resultados
O evento foi realizado em um única fase, com as sete duplas, já valendo as medalhas.
| Pos.              | Saltador                        | CON                | Pontos |
| ----------------- | ------------------------------- | ------------------ | ------ |
| Medalha de ouro   | Arantxa Chávez Paola Pineda     | MEX México         | 285.48 |
| Medalha de prata  | Mia Vallée Pamela Ware          | CAN Canadá         | 280.65 |
| Medalha de bronze | Hailey Hernandez Jordan Skilken | USA Estados Unidos | 279.06 |
| 4                 | Anisley García Prisis Ruiz      | CUB Cuba           | 273.00 |
| 5                 | Viviana Uribe Daniela Zapata    | COL Colômbia       | 254.70 |
| 6                 | Anna Santos Luana Lira          | BRA Brasil         | 243.30 |
| 7                 | Ana Ricci Mayte Salinas         | PER Peru           | 219.00 |